# Kato Ottio
Kato Ottio, né Benkato Ottio  le 20 mars 1994 à Tatana Island, près de Port Moresby, et mort à Port Moresby le 9 janvier 2018, est un joueur international papouasien de rugby à XIII.
D'abord joueur de volleyball, il fait partie de l'équipe nationale qui participe aux Mini-Jeux du Pacifique de 2013, à Wallis-et-Futuna, et remporte la médaille d'or du tournoi. Il se tourne ensuite vers le rugby à XIII et se joint en 2014 à l'équipe des Papua New Guinea Hunters, qui joue la Queensland Cup. En février 2016, il signe avec les Canberra Raiders, qui jouent dans la National Rugby League. N'ayant pas réussi à s'imposer avec l'équipe principale, il rejoint en décembre 2017 l'équipe des Widnes Vikings, qui participe à la Super League anglaise.
Il est sélectionné six fois en équipe nationale à partir de 2015 et marque deux essais.
Il meurt d'une hémorragie interne consécutive à un coup de chaleur lors d'un entraînement.